# Andreaskerk (Westeremden)
De Andreaskerk is een 13e-eeuwse romanogotische eenbeukige kerk met recht gesloten koor en dakruiter op de ongeveer 5,5 meter hoge vroegmiddeleeuwse wierde van het dorp Westeremden in de Nederlandse provincie Groningen. De kerk is zoals de naam al aangeeft gewijd aan de apostel Andreas. De kerk meet 28,4 meter bij 10,0 meter in het schip en 10,4 in het koor. Naast de kerk staat de in de jaren 1970 en 1980 door Henk Helmantel herbouwde weem.

## Bouwgeschiedenis

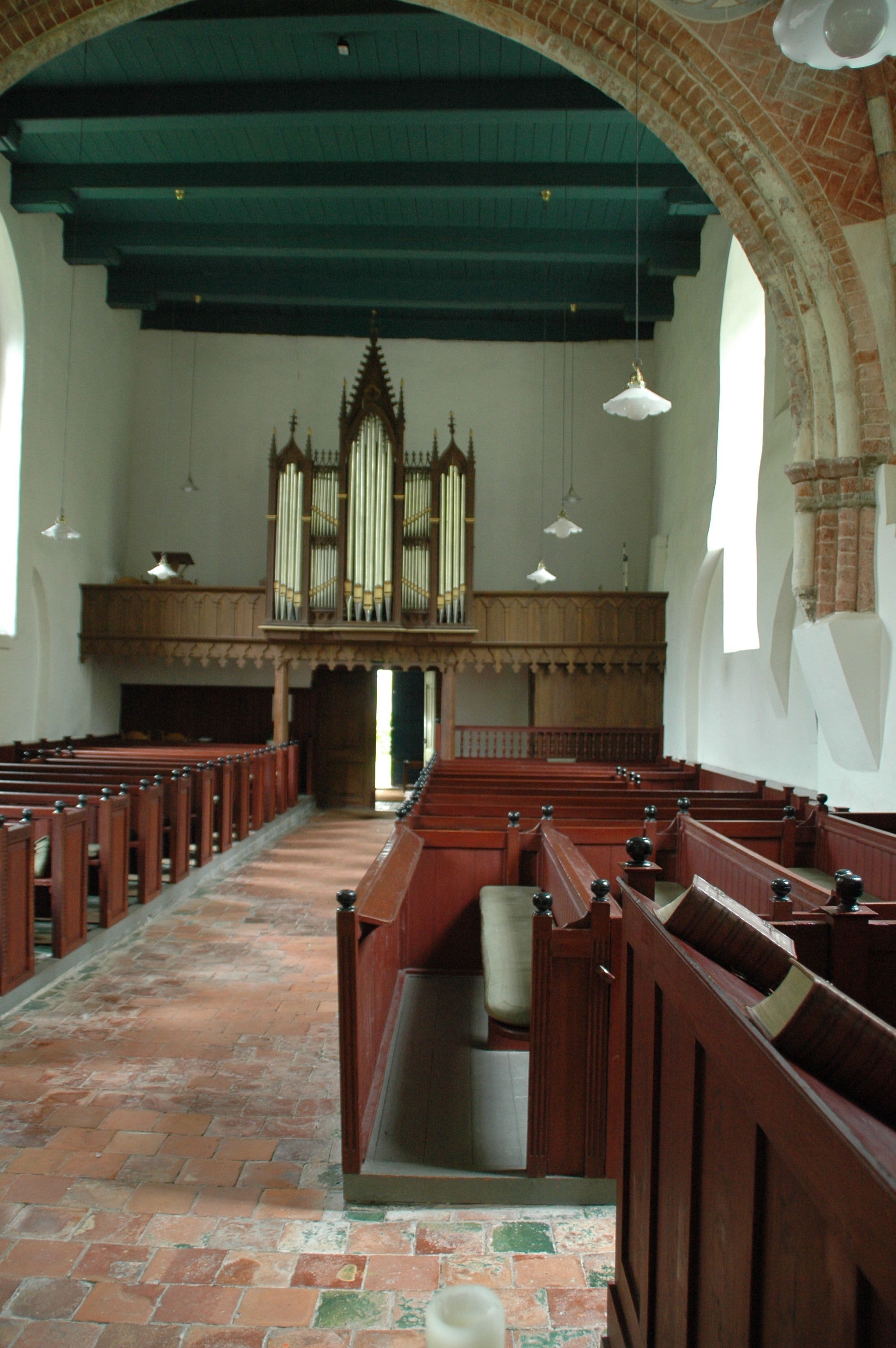
Interieur met het Van Oeckelenorgel uit 1873

De huidige kerk werd gebouwd ter vervanging van een in 1238 door onbekende oorzaak deels of geheel afgebrande voorganger; volgens sommigen zou het schip namelijk de brand grotendeels kunnen hebben overleefd omdat het koor van latere datum lijkt te zijn. In 1259 werd de kerk ingewijd, hetgeen lijkt te verwijzen naar een beperkte herbouw. Het huidige kerkgebouw is het restant van wat ooit een romanogotische kruiskerk is geweest, maar waarvan de dwarsarmen vermoedelijk reeds in de 15e eeuw werden afgebroken: Van de zuidelijke dwarsarm resteert nog een deel van de spitsbogige scheiboog in de buitengevel. In de zuidmuur bevinden zich ter hoogte de vroegere dwarsarmen twee dichtgemetselde vensters, die mogelijk hagioscopen vormden. In de noordmuur zijn dichtgemetselde lijsten te zien van oorspronkelijke romaanse vensters. De kerk kreeg bij deze verbouwing grotere vensters in de noord- en zuidmuur.
In 1658 werden de gewelven van het schip vervangen door een balkenplafond, waarvan de westelijke helft sinds 1678 bestaat uit een horizontaal geplaatste houten zoldering (kerkbeun) en de oostelijke helft uit twee traveeën met meloengewelven. Het meest oostelijke meloengewelf is met behulp van zes ribben verdeeld in evenzoveel delen en het meest westelijke meloengewelf op gelijke wijze in acht delen. De beide koepelgewelven werden in 1787 door timmerman F. Hindriks bij de aanzet voorzien van trekbalken, die in 1802 opnieuw werden versterkt.
De zes ribben in het koorgewelf zijn door middel van bogen met elkaar verbonden en direct gepleisterd bij de bouw. In het midden van het gewelf is een begin-13e-eeuwse geschilderde cirkel zichtbaar met lelies en rode en zwarte ranken. In het oorspronkelijke vlieringgewelf is in het midden een vierpas met lelie geschilderd en in de vlakken religieuze afbeeldingen: Aan oostzijde de zondeval (in 1926 herontdekt); aan zuidzijde een schildering van de boete predikende Johannes de Doper met een boek, waarop het kruislam is afgebeeld en een schildering van de heilige diaken Laurentius die in zijn rechterhand het rooster houdt waarop hij werd verbrand en in zijn linkerhand een geldbuidel houdt; aan noordzijde de beeltenis van de heilige Dorothea die in haar linkerhand een krans van rozen houdt en een afbeelding van de heilige Barbara die een toren in haar handen vasthoudt. De schilderingen werden in 1926 gerestaureerd door Jac. Por.
De koorafsluiting in de oostmuur is versierd met siermetselwerk. In de bovenste laag bevat vier nissen met colonnetten ertussen met erboven vijf driehoekige spaarvelden en eronder een laag waarin drie dichtgemetselde ramen zijn te zien. Aan binnenzijde zijn onder deze vroegere ramen twee rondbogige spaarvelden zichtbaar.
In 1808 werd de massieve oorspronkelijke 13e-eeuwse westelijke 33 meter hoge zadeldaktoren afgebroken en vervangen door de huidige dakruiter, waartoe ook de huidige westmuur van de kerk werd vernieuwd. Het mechanische torenuurwerk werd in 1902 geplaatst door de Midwoldase firma Concordia (Van Bergen).
Begin 20e eeuw werd de wierde van Westeremden afgegraven voor twee derde. In 1924 werd de kerk gerestaureerd. De beide luidklokken uit 1685 werden in de Tweede Wereldoorlog gevorderd door de Duitse bezetters en kwamen nooit meer terug. Ter vervanging hangt er nu een klok uit 1950.
In 1973 kwam de kerk in handen van de Stichting Oude Groninger Kerken, die het gebouw tussen 1977 en 1979 opnieuw liet restaureren.

## Interieur
De vloer van de kerk is bedekt met oorspronkelijk vooral groen geglazuurde vloertegels (plavuizen). In het koor liggen enkele zerken (oudste uit 1713) en staat het overblijfsel van een sacramentshuisje.
Het schip en koor zijn van elkaar gescheiden door een midden-17e-eeuws koorhek. De eveneens midden-17e-eeuwse laat-maniëristische kansel met klankbord wordt omringd door een doophek. Tegenover de kansel staat een vroeg-17e-eeuwse herenbank met opzetstuk en de rest van het meubilair komt uit de tweede helft van de 17e eeuw of is van nog iets recentere datering. Het kerkorgel met neogotische kas werd in 1873 gebouwd door Petrus van Oeckelen.

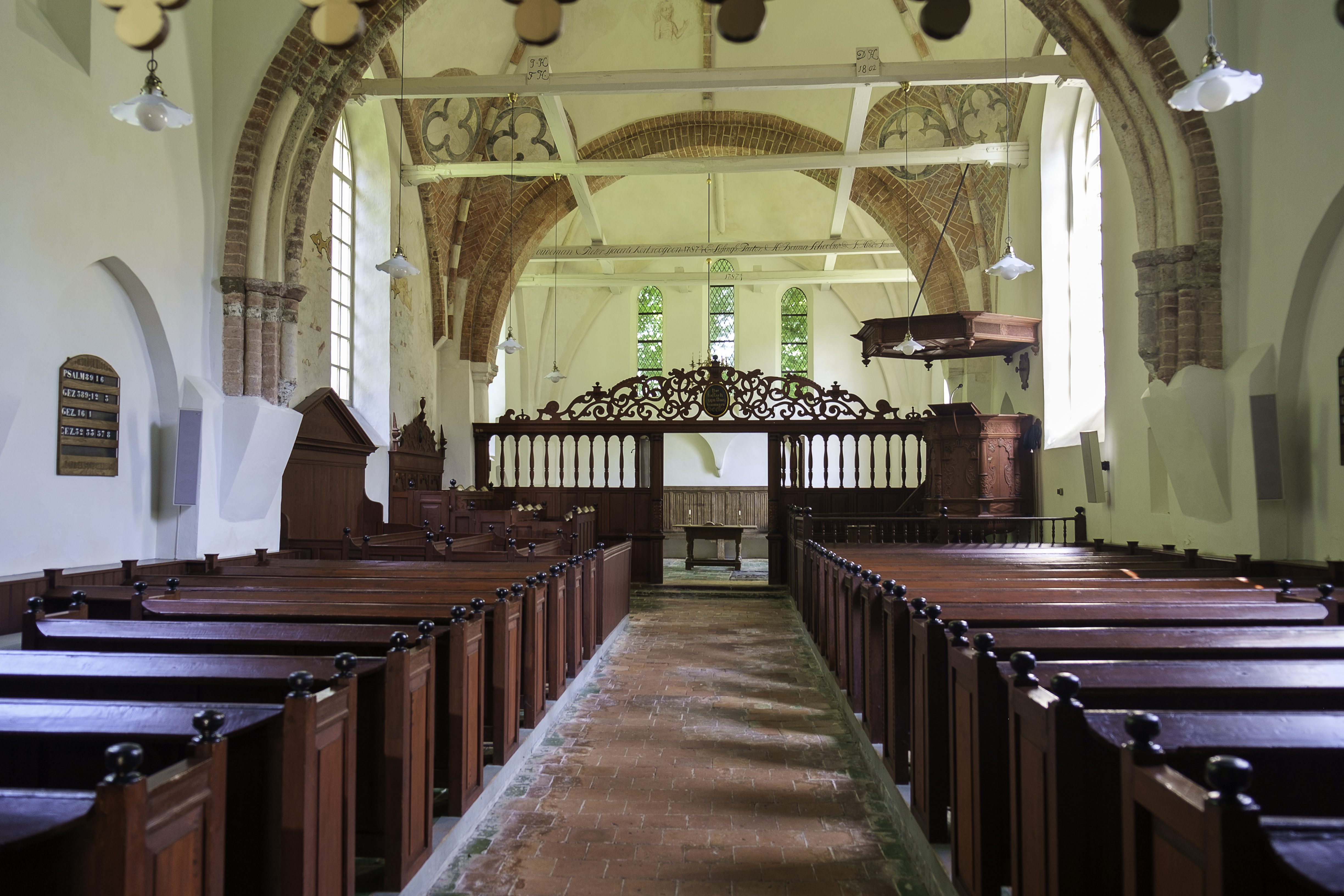
Interieur naar het oosten gezien met op de achtergrond het koor, dat van het schip wordt gescheiden door het koorhek.
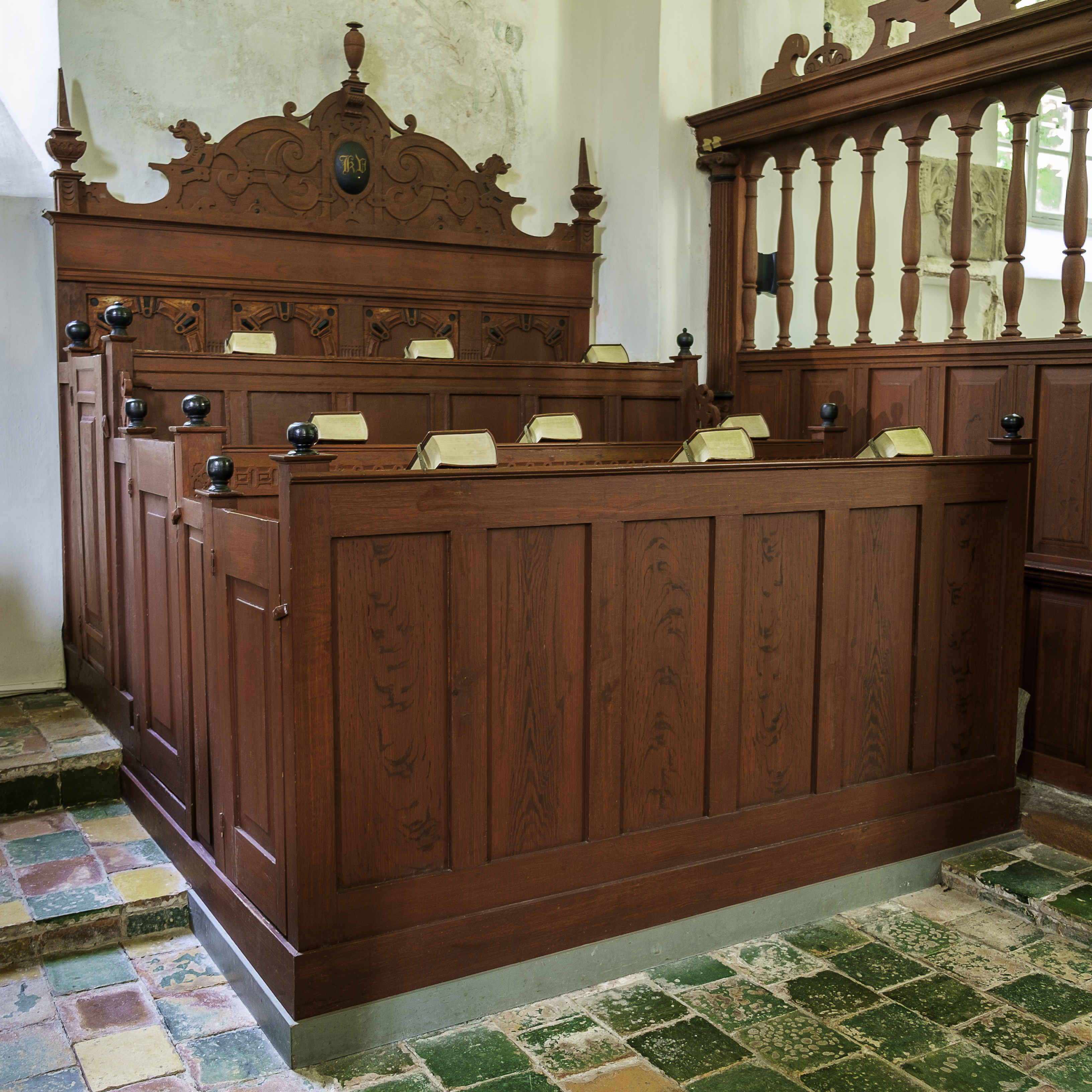
Herenbank
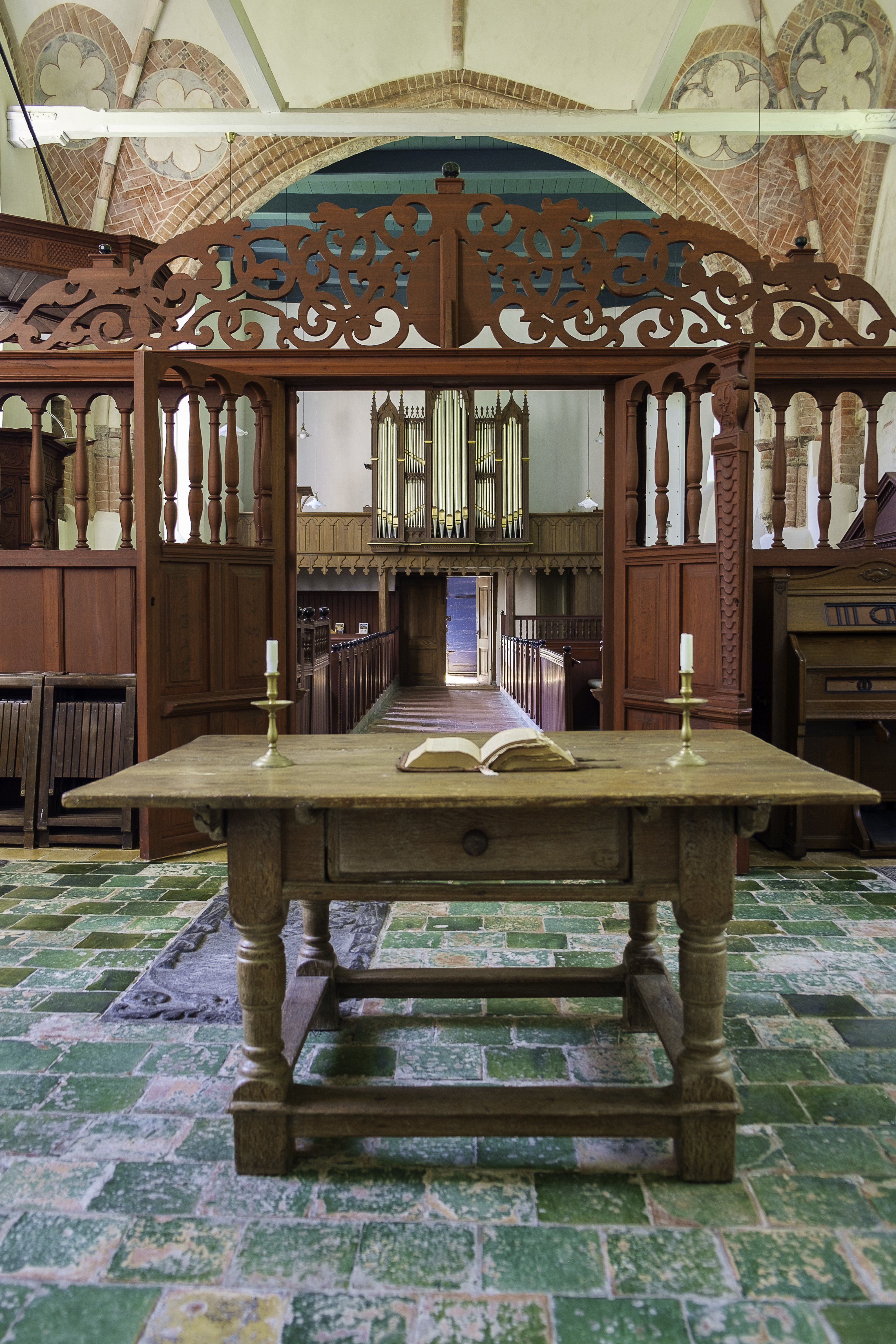
Avondmaalstafel in het koor
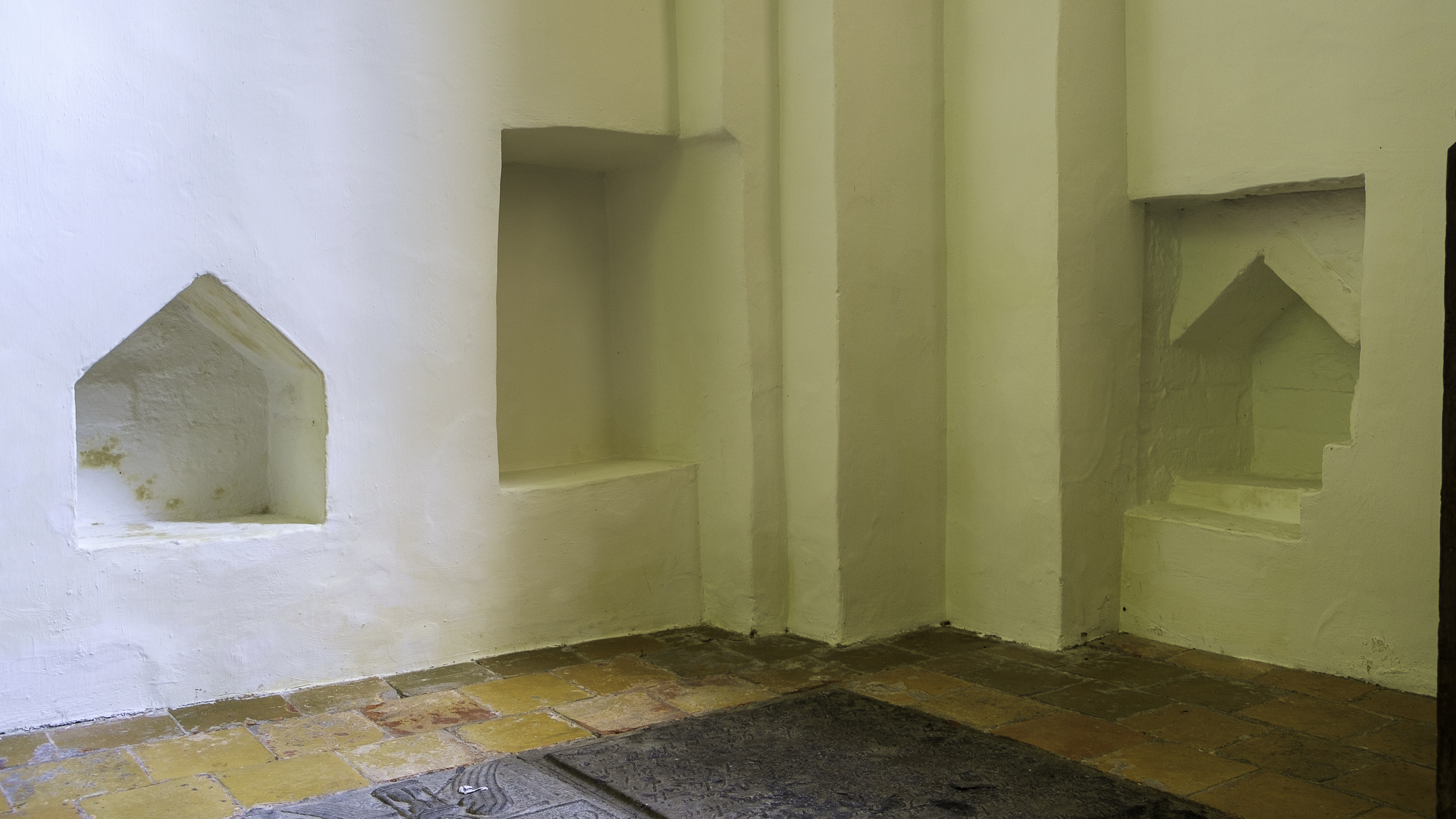
Drie nissen in het koor
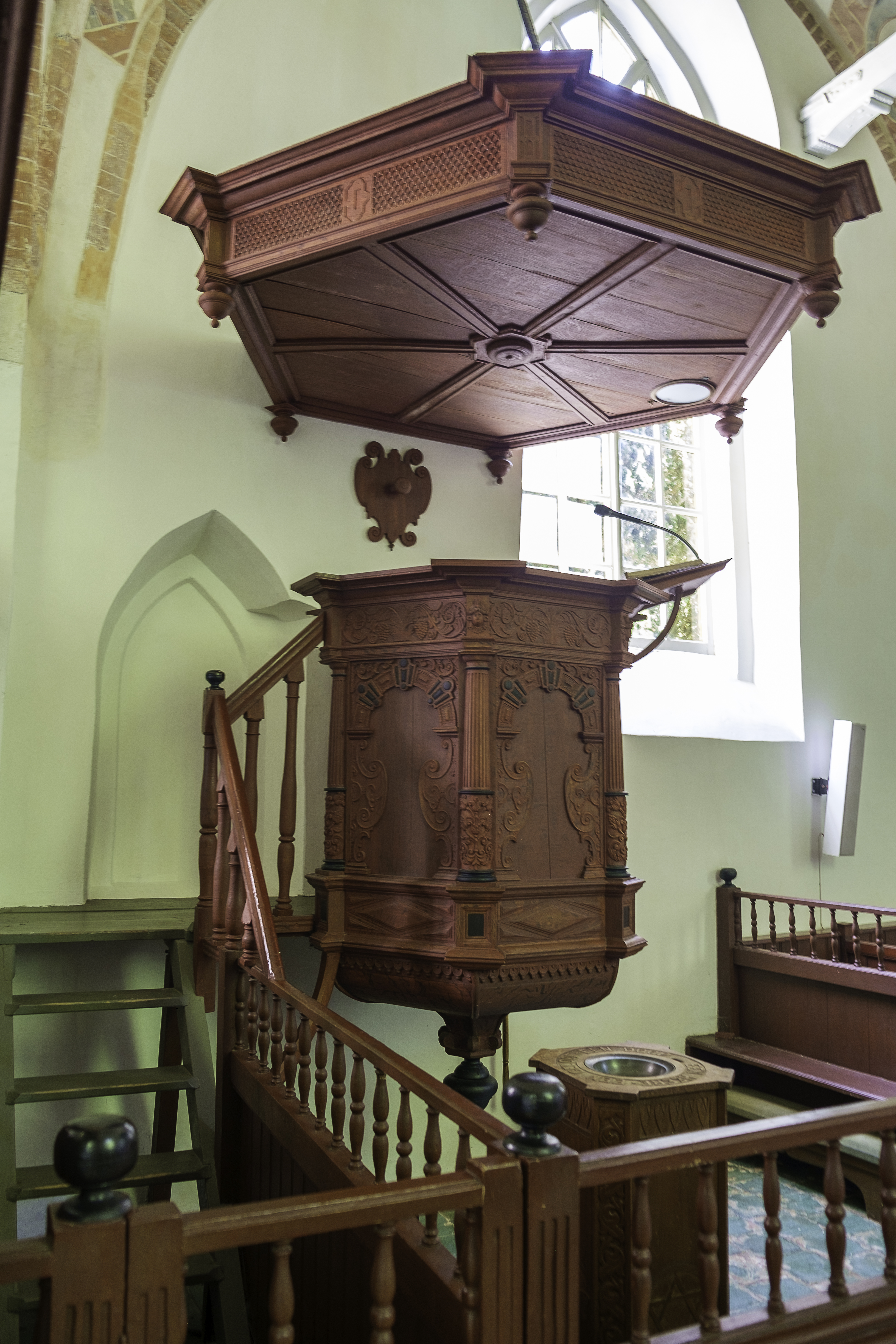
Preekstoel met klankbord
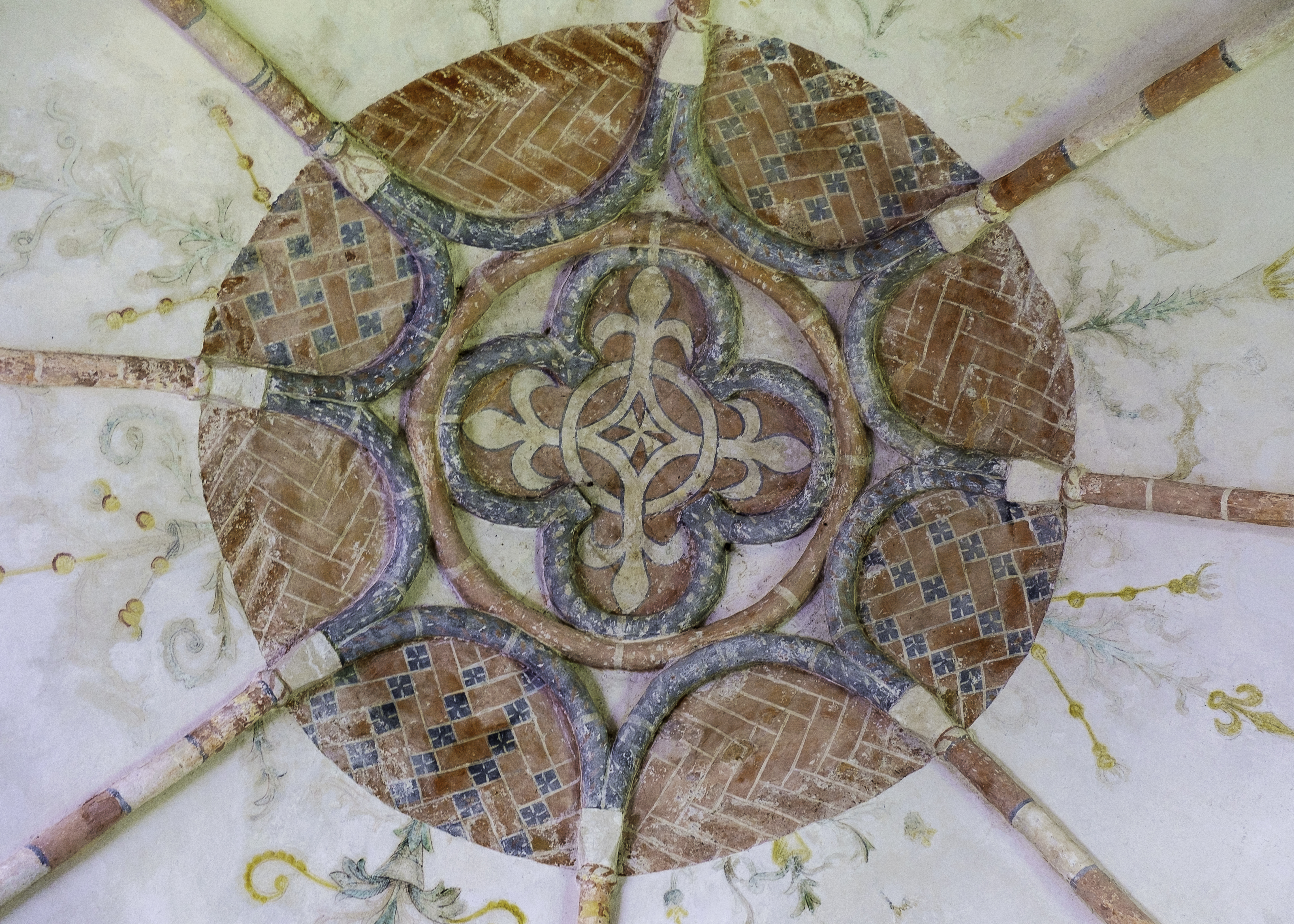
Sluitring in een van de gewelven